# 掀背车

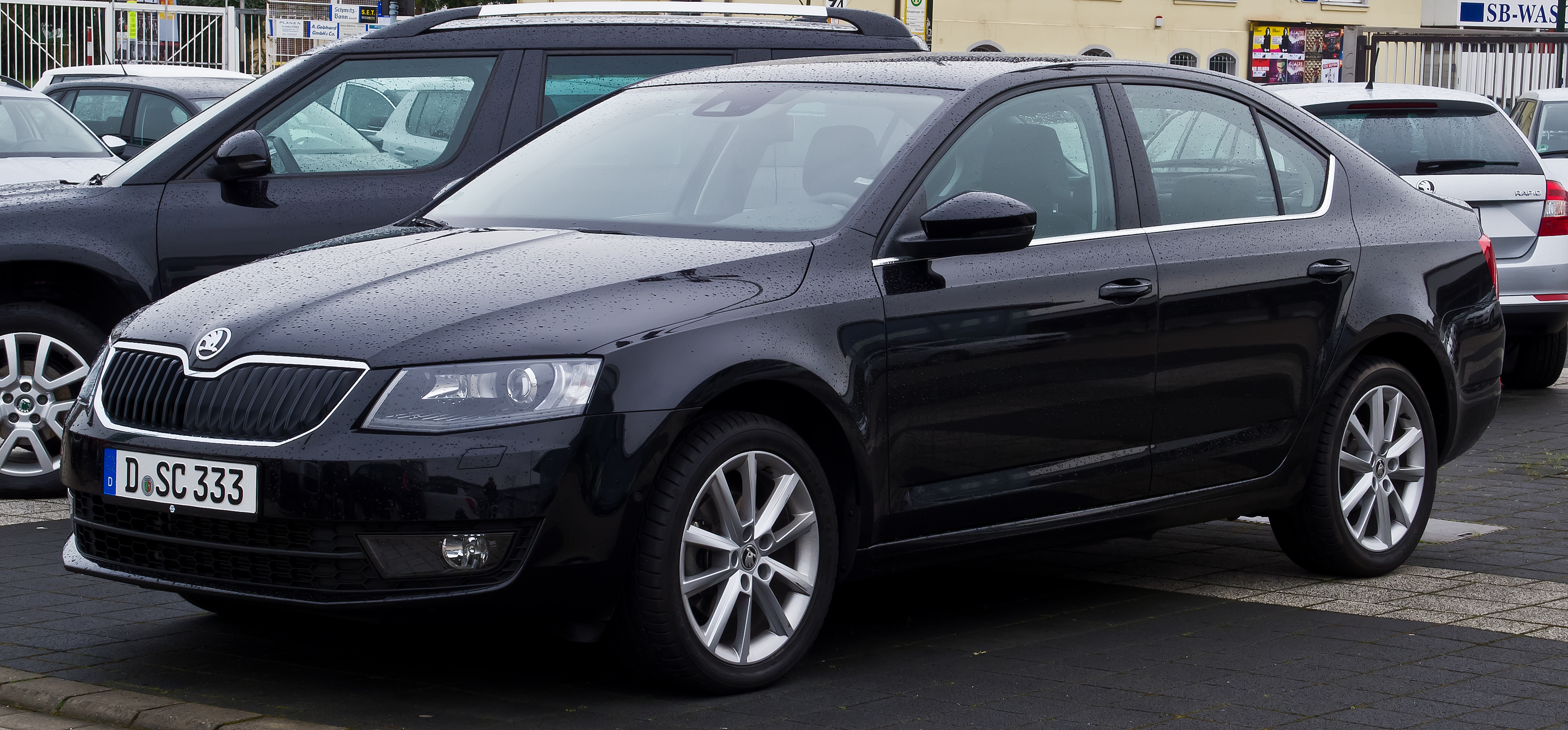
2014年的斯柯達明銳，这款车的尾箱可以用垂直打开。

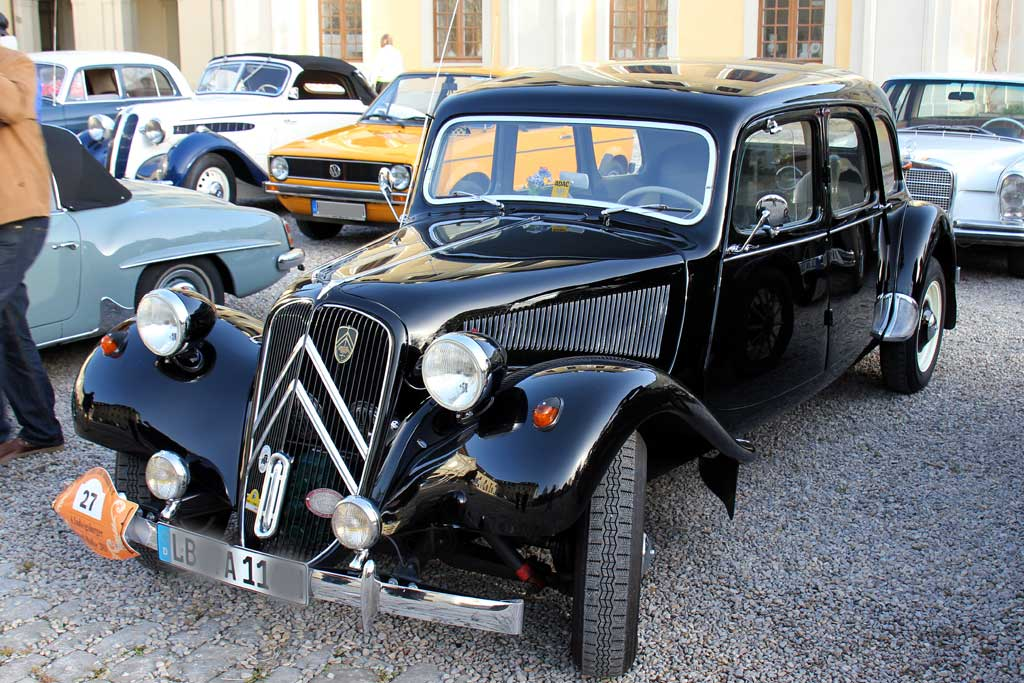
1938 雪鐵龍 Traction Avant，最早的掀背車

五門車比四門車的空氣動力好一些

掀背车（英語：hatchback）是汽车车身设计的一种形式，除了二到四個側開的車門之外，尾部通常会有一个垂直的尾门（如标致307）或一个倾斜的尾窗门（如马自达6五门掀背版），以打开行李舱，是此類車種在外觀上的主要特色，空間機能比緊湊車要好。

## 结构
以車身結構的角度，掀背车的乘客室通常與車後的行李置放區連在一起，沒有任何基礎結構上的分隔，因此也可看作是一个带有完整行李舱的客舱，稱為一個「廂」，再加上发动机舱也被視為另一個廂，因此掀背車又常被稱呼為「两厢车」，而與一般擁有引擎室、乘客室與行李廂的轎車（三廂車）相区别。在英國等大部分的市場掀背车通常又被叫做三门车（有两个供乘客进出的側门和一个尾门的版本）或五门车（有四个供乘客进出的側门和一个尾门的版本），但在北美地區，由於掀背車、旅行車（station wagon）、厢型车（minivan）與多功能休旅車（SUV）這幾種車種的尾門雖然在中文上都叫「門」，但在美式英語中卻是使用「gate」或「tailgate」稱呼之，與側門的「Door」有點出入，因此在這些地區人們不會稱呼掀背車為三門車或五門車，而是稱呼其為「雙門掀背車」或「四門掀背車」（2D/4D hatch）。
小型车大多是掀背车，因为这样可以最大程度地利用有限的空间。掀背车通常比同等内部空间的正常轿车短，因为其尾门几乎是垂直的，这样车所占用的空间就减少了很多。这样一来车的灵活性也增强了很多，这一点在一些道路狭窄且交通拥挤的国家特别重要。大多数掀背车的后座椅背甚至椅墊都是可折叠的，許多車款並提供椅背以6：4或5：5比例分離折疊，这样，在后排座不坐人或只坐一兩個人的情况下，可同時大大增加行李舱的空间，掀背車可與後擋風玻璃一起打開的尾門能方便大型旅行行李或物品進出，有很大的實用性。
大部分的掀背车都会有一个活動式的行李舱搁板（又稱為障板）。这块搁板用铰链或彈簧繩与后座椅兩側頂緣相连，遮盖在行李舱上，防止行李垒得过高或在平時作為遮蔽防止宵小覬覦車內行李。如果尾门打开了搁板也会跟着抬升，以便于放货物，部分車種可在必要時將這塊板子拆除，便於安放一些高度過高會突出行李艙區域外的物體。
掀背車因為車尾行李箱蓋水平長度較轎車版短，空氣流經車尾時容易往下捲，較無法如長車尾四門轎車般順暢流過車尾，後擋風玻璃較易累積灰塵，所以後擋風玻璃幾乎都裝有雨刷。

## 衍生车型
掀背车通常代表的是一类体积较小且比较经济的轿车變種。早年的掀背車通常都是轎車縮短車身的衍生版本，但近年來由於掀背車的盛行，直接以掀背車作為開發主體的原生掀背車種也時常可見，或甚至以掀背車為基礎，加上尾廂衍生出來有尾版四門轎車（例如大众Jetta/Bora/Vento車系即是以該廠暢銷的掀背車種福斯Golf為基礎所衍生出的轎車）。
萨博（Saab）通常用旅行轿跑车（“combi coupé”，在美国使用的是“wagonback”）这一名词来表示他们旗下的掀背车。此外，很多典型的轿车都会提供掀背车版本，例如马自达6以及萨博9000（Saab 9000）等等。

许多运动车和中型轿车都被设计成掀背形式或有掀背式的变型车可供选择，这样体型较大的掀背车又叫揭背车（liftback），如2009年的奧迪A5 Sportback。揭背车的尾门与尾窗一体，通常与后座略成一定傾斜角度（而不是垂直），车顶通过揭背式尾门平滑地过渡到车尾，相对来说与快背车（fastback）和轿车比较相似，fastback車型C柱很傾斜但後擋風玻璃不能與行李箱蓋一起打開。这样的造型可以提升车辆的空气动力学表现，有效地降低风阻系数。不過也因為後擋風玻璃較傾斜，若與四門轎車一樣保持長車尾，後擋風玻璃加上較長行李箱蓋所形成的車尾開口側面總長度加起來會太長，影響車身剛性，所以衍生自四門轎車的五門掀背車版本車尾行李箱水平長度通常會縮短一些，如福特Mondeo、歐寶Insignia；如不縮短車尾如1974年的Saab 99 combi coupé。掀背車則將後擋風玻璃與行李箱蓋設計成一連續圓弧曲線開口，比起後擋風玻璃與鋼板行李箱蓋之間有明確轉折夾角的設計，這種尾門開口的側面長度也不會太長而影響車身剛性，之後並成為薩博汽車獨特的外型特色。另一種不縮短車尾長度又減少損害車身剛性的設計方式則是將車頂向後拉長延伸，以便縮短後行李箱門開口側面長度，如第一代雪鐵龍C5或2008年的Skoda Superb。

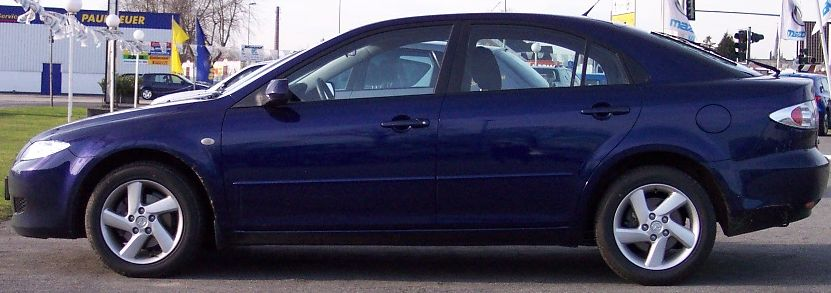
马自达6（Mazda 6）掀背款。这款车的客货舱通过尾窗门打开，属于揭背车。

近年来，家庭掀背车推出高性能版本车型越来越流行了，这样的车型被称为鋼砲（hot hatch）。

## 发展和现状
第一款有证据证明的大量生产的掀背车是奥斯汀（Austin）在1958年开始生产的A40法里纳（A40 Farina） （页面存档备份，存于），不过第一款有可折叠座位的掀背车则是雷诺16（Renault 16）。这款车还在1965年被票选为欧洲年度车（European Car of the Year）。第一款英国制造的掀背车是模仿雷诺16的Austin Maxi，这款车在1969年夏投产。而意大利的第一款掀背车则是1971年投产的菲亚特127（Fiat 127）。此外，第一款德国产的掀背车是1973年投产的第一代大众帕萨特（当时在北美被叫做“Dasher”）的掀背版本。
自1980年代初期开始，欧洲产的大多数家庭车都是掀背车。而掀背车也成为了欧洲年度车奖项的常客。
然而在一些国家，如果一款较大尺寸的车型有轿车版本和掀背（通常是揭背）版本可供选择的话，轿车会更受欢迎。例如在爱尔兰，丰田花冠和日产阿美拉（Nissan Almera）的轿车版本比掀背车常见得多。不过在近邻英国與歐洲大陸，状况却截然相反，这些车型的轿车版本几乎难得一见，在歐洲多數已開發國家掀背車才是主流車型，因為掀背車短車尾有大尾門的實用性高，短車尾方便市區停車，大尾門方便使用大型行李或運動器材出門旅行，在重視休閒、法律保障每年皆有長假期的歐洲國家，汽車的旅行功能對車主十分重要，不少款汽車甚至是大行李箱旅行車型（Station Wagon或稱Estate）的銷量超過車系半數。美國因為汽油長期便宜，私人汽車依折舊課稅持有汽車成本低，一戶家庭往往有兩三輛汽車，可依需求同時擁有四門轎車（Sedan）、旅行車（Station Wagon）、運動休旅車（SUV）、卡車等，一車多功能的掀背車在美國銷量就較少；歐洲汽車稅率與汽油價格皆高，一車多功能的掀背車就特別受歡迎。而在一些发展中国家，例如中国大陸，受到一些传统观念的影响，以掀背车为代表的两厢车往往被认为不够气派。因此在这些国家，即使是在迷你车市场，轿车版本也比掀背车好卖得多。而厂商在发布新车时，也往往会优先考虑轿车。但掀背車在歐洲已開發國家大受歡迎的情況下，賓士（Mercedes-Benz）與BMW也都推出小型掀背車如賓士A-Class、B-Class，BMW 1系列等，法拉利2011年也推出Ferrari FF掀背跑車。